# Moky et Poupy

Moky et Poupy est une bande dessinée humoristique parue en feuilleton entre 1958 et 1988 dans les magazines Cœurs vaillants, Âmes vaillantes, puis surtout Fripounet. Le dessin et le scénario sont de Roger Bussemey. 
Moky et Poupy, frère et sœur, vivent au sein d'une tribu d'Autochtones du Canada, les « Pieds agiles ». D'autres personnages apparaissent fréquemment dans leurs aventures :
- Chouette-Mâ-Mâ et son infâme tisane imbuvable, qu'elle veut faire goûter à tous ses visiteurs ;
- le perfide et crétin Renard-Rouge (il échoue toujours lamentablement) ;
- les ours Nestor et Nestorine, amis et protecteurs fidèles de Moky et Poupy ;
- les poules de Chouette-Mâ-Mâ ;
- Éclair-Noir (le grand chef), Toila-Matla (le sorcier du village), Dent-de-Lait, Poil d'Enclume, Poêle à frire, etc…

Nestor, l'ours de Moky et Poupy, deviendra le personnage emblématique du journal Fripounet.
38 albums brochés sont parus aux éditions Fleurus entre 1960 et 1968, puis des rééditions et cinq inédits ont été publiés récemment aux éditions du Triomphe.
Depuis 2013, les éditions Plotch Splaf ont entrepris la publication d'une intégrale en 36 volumes sous le titre générique : Moky, Poupy et Nestor, en commençant par les épisodes inédits.

## Liste des épisodes
1. Gags de Cœurs Vaillants (1958)
2. Gags d’Ames Vaillantes (1958)
3. Moky et Poupy aiment la vitesse (1958)
4. Gags de Cœurs Vaillants (1958-1959)
5. En route pour le Sud (1959)
6. Moky et Poupy contre Renard Rouge (1959)
7. Le poulain blanc (1959)
8. Le voleur de fourrures (1959)
9. Gags d’Ames Vaillantes (1959)
10. Moky et Poupy rencontrent Teddy (1959-1960)
11. Le volcan (1959-1960)
12. Le bonhomme de neige (1960)
13. Le totem d'or (1960)
14. Le chasseur d'ours (1960)
15. Le sous-marin (1960)
16. A la recherche de Petite Plume (1960-1961)
17. L'or du Père Lapioche… (1961)
18. Moky et Poupy délivrent Scalp d'Or (1961)
19. Moky et Poupy sauvent le petit faon (1961)
20. Moky et Poupy poursuivent Marée Basse (1961)
21. Les géants (1961)
22. Le voleur de plumes (1961)
23. Le cousin Anatole (1961)
24. Nestor au frigidaire (1962)
25. Bonjour Joséphine (1962)
26. Le père Laclochette (1962)
27. Prisonniers de Marée Basse (1962)
28. Moky et Poupy chassent le bison (1962-1963)
29. Le rallye automobile (1963)
30. Nestor aime trop le miel (1963)
31. Le coffre mystérieux (1963)
32. Moky et Poupy ont perdu Nestor (1963-1964)
33. L'attaque des diligences (1964)
34. Quelle corida ..! (1964)
35. Moky et Poupy aux Jeux Olympiques (1964)
36. A la recherche du Père Lapioche (1964-1965)
37. Le mystère de la falaise (1965)
38. La bataille de fusées ou Conquérants de l'espace (1965)
39. La chasse au trésor (1965)
40. Le bison d'or (1965)
41. Joséphine a disparu (1965)
42. Le puma enrhumé (1965-1966)
43. Les corsaires du lac (1966)
44. Le masque des Nez Bouchés (1966)
45. Renard Rouge, l'archer prodigieux ou L'archer prodigieux (1966)
46. Clémentine corneed beef (1966-1967)
47. Le grand chef a disparu ou Le grand chef a disparu ! (1967)
48. Le secret du trappeur (1967)
49. Moky, Poupy et Nestor rencontrent Célestin ou La rencontre de Célestin (1967)
50. Un fameux renard (1967)
51. Pas de chance, Nestor (1967-1968)
52. A la recherche de Nestor (1968)
53. Dans le lac (1968)
54. La colère du sorcier (1968)
55. Alerte au village (1968)
56. La guitare de Chouette-Mâ-Mâ (1968-1969)
57. Le retour de Scalp d'Or (1969)
58. La cabane (1969)
59. A la poursuite de Joséphine (1969)
60. Le canoë à musique (1969-1970)
61. Le village abandonné (1970)
62. La guerre des aigles (1970)
63. La chasse au bison (1970)
64. L'artiste mystérieux (1970)
65. La piste mystérieuse (1970-1971)
66. Chante-Marmite (1971)
67. Nestor contre Nestor (1971)
68. Le chevalier... Nestor (1971-1972)
69. Le grand slalom (1972)
70. La médaille (1972)
71. Nestorine a disparu (1972-1973)
72. Le papoose invisible (1973)
73. Le show-chouette (1973)
74. Renard-Rouge contre Scalp-de-Feu (1973-1974)
75. Quel cirque ! (1974)
76. Les antipol's (1974)
77. Le club (1974)
78. Le train (1974-1975)
79. La lampe (1975)
80. Le voleur d'œufs (1975)
81. Le gâteau (1975)
82. Casse-noisettes (1975-1976)
83. Les patins d'or (1976)
84. Les tuniques rouges (1976)
85. La bête (1976)
86. Les caribous fantômes (1976)
87. La grande chasse (1976-1977)
88. Le grand caporal (1977)
89. Vive les vacances (1977)
90. Il faut sauver Plume (1977)
91. La grande famine (1977-1978)
92. Le fantôme de la rivière (1978)
93. La poudre magique (1978)
94. La Chouette Singe (1978)
95. Les confitures (1978)
96. Le voleur d'allumettes (1978-1979)
97. Le combat du chef (1979)
98. Houm (1979)
99. Le voyage organisé (1979)
100. Le sosie (1979)
101. Les visiteurs de l'espace (1979-1980)
102. Le grand steeple (1980)
103. Chouette-Mâ-Mâ a disparu (1980)
104. Les hommes de fer (1980)
105. La translac ou La transat est dans le lac (1980-1981)
106. La corrida (1981)
107. La fête au village (1981)
108. La guerre des ranchs (1981-1982)
109. Les rescapés du déluge (1982)
110. Terreur sur le lac (1982)
111. Les mascottes (1982-1983)
112. La grande migration (1983)
113. Le mystère de Hurlebrise (1983)
114. Un match pour un champignon (1983-1984)
115. La chasse aux renards (1984)
116. Renard-Rouge pris au piège (1984)
117. La paix ! (1984-1985)
118. L'espion (1985)
119. Le pépé a disparu (1985)
120. Le voleur de miel (1985)
121. Nestorin (1986)
122. Le tomahawk d'or (1986)
123. L'arbre aux pommes d'or (1986)

Les épisodes 1, 3 à 5, 8, 11, 13, 15, 17, 20, 22 et 26 sont parus dans le journal Cœurs vaillants.
Les épisodes 2, 6, 7, 9, 10, 12, 14, 16, 18 et 21 sont parus dans le journal Âmes vaillantes.
Les épisodes 19, 23 à 39 et 41 à 60 sont parus dans le journal Fripounet et Marisette.
Les épisodes 60 à 123 sont parus dans le journal Fripounet.
L'épisode 40 est paru directement en album.
Les épisodes 1 à 21, 24 à 40, 42 à 46 et 105 sont parus en albums aux éditions Fleurus.
Les épisodes 1 à 18, 22, 47 à 49 et 51 sont disponibles en albums aux éditions du Triomphe.
Les épisodes 57 à 123 sont en cours de parution aux éditions Plotch Splaf.

## Liste des albums parus

### Albums brochés aux éditions Fleurus[3]
1. Moky et Poupy aiment la vitesse (1960)
2. Moky et Poupy contre Renard Rouge (1960)
3. En route pour le Sud (1960)
4. Le poulain blanc (1960)
5. Le voleur de fourrures (1960)
6. Moky et Poupy rencontrent Teddy (1960)
7. Moky et Poupy et le volcan (1960)
8. Le totem d'or (1960)
9. Le bonhomme de neige (1961)
10. Le chasseur d'ours (1961)
11. Le sous-marin (1962)
12. A la recherche de Petite Plume (1961)
13. Moky et Poupy et l'or du père Lapioche (1962)
14. Moky et Poupy délivrent Scalp d'Or (1962)
15. Moky et Poupy poursuivent Marée Basse (1962)
16. Moky et Poupy sauvent le petit faon (1962)
17. Les géants (1963)
18. Nestor au frigidaire (1963)
19. Bonjour Joséphine (1963)
20. Le Père Laclochette (1964)
21. Prisonniers de Marée Basse (1964)
22. Le rallye automobile (1964)
23. Moky et Poupy chassent le bison (1964)
24. Nestor aime trop le miel (1964)
25. Le coffre mystérieux (1964)
26. Moky et Poupy ont perdu Nestor (1965)
27. L'attaque des diligences (1965)
28. Quelle corrida ..! (1965)
29. Moky et Poupy aux jeux Olympiques (1966)
30. A la recherche du Père Lapioche (1966))
31. Le mystère de la falaise (1966)
32. Conquérants de l'espace (1966)
33. La chasse au trésor (1967)
34. Le puma enrhumé (1967)
35. Les corsaires du lac (1967)
36. Le masque des Nez Bouchés (1967)
37. Renard Rouge, l'archer prodigieux (1968)
38. Clémentine corneed beef (1968)

### Albums cartonnés hors-série aux éditions Fleurus[4]
HS 1. Le bison d'or (1965)
HS 2. Chouette Mâ-ma La transat est dans le lac ! (1981)

### Rééditions aux éditions du Triomphe[3]
1. Moky et Poupy aiment la vitesse (1999)
2. Moky et Poupy contre Renard Rouge (1999)
3. En route pour le Sud (2000)
4. Le poulain blanc (2000)
5. Le voleur de fourrures (2000)
6. Moky et Poupy rencontrent Teddy (2000)
7. Moky et Poupy et le volcan (2001)
8. Le totem d'or (2001)
9. Le bonhomme de neige (2001)
10. Le chasseur d'ours (2001)
11. Le sous-marin (2002)
12. A la recherche de Petite Plume(2002)
13. Moky et Poupy et l'or du père Lapioche (2003)
14. Moky et Poupy délivrent Scalp d'Or (2005)

### Inédits collection « Les trésors de Chouette-Mâ-Mâ » aux éditions du Triomphe[5]
1. Le grand chef a disparu (2002)
2. Le secret du trappeur (2002)
3. La rencontre de Célestin (2003)
4. Le voleur de plumes (2007)
5. Pas de chance, Nestor (2009)

### Inédits en intégrales aux éditions Plotch Splaf[3]
14. Des visages pâles au village (2014 - épisodes 57-60)
15. Les pieds-agiles en danger (2019 - épisodes 61-62)
20. Ils sont fous ces Pieds-Agiles ! (2015 – épisodes 75-77)
21. Train-train quotidien au village (2016 - épisodes 78-80)
22. Renard-rouge se déchaine (2019 - épisodes 82-84)
26. La visite de Plein-de-Plumes (2015 - épisodes 94-97)
30. Guerre et fête (2013 - épisodes 107-108)
31. Histoires d'eau (2013 - épisodes 109-110)
32. Les Pieds-Agiles hors territoire (2013 - épisodes 111-112)
33. Tribus hostiles (2014 - épisodes 113-114)
34. Du spectacle chez les Pieds-Agiles ! (2014 - épisodes 115-117)
35. Aux prises avec le mystère ! (2015 - épisodes 118-119)
36. La fièvre de l’or (2019 - épisodes 121-122-123)